# Олександр Дгебуадзе
Олександр Дгебуадзе (груз. დავით შენგელია; нар. 21 травня 1971) – бельгійський шахіст грузинського походження, гросмейстер від 2000 року.

## Шахова кар'єра
У 1995 і 1997 роках двічі представляв Грузію на молодіжних (до 26 років) командних чемпіонатах світу, 1995 року в Парнаїбі виборовши дві золоті медалі: в командному заліку, а також в особистому заліку на 3-й шахівниці. У 1996-1998 роках тричі виступив на чемпіонаті Грузії. Від 2001 рока на міжнародній арені представляє Бельгію, вигравши 6 медалей в чемпіонаті тієї країни: 3 золоті (2002, 2005, 2007) та 3 срібні (2001, 2003, 2004).
Взяв участь у кількох міжнародних турнірах, досягнувши успіху, зокрема, у таких містах, як: Коринф (1998, поділив 3-тє місце з Михайлом Гуревичем і Тамазом Гелашвілі), Зенден (1999, поділив 2-ге місце позаду Аркадія Найдіча), Ломар (1999, посів 1-ше місце), Вейк-ан-Зеє (2000, турнір Sonnevanck, поділив 1-ше місце разом з Мартеном Соллевелдом), Мец (2001, поділив 3-тє місце з Александиром Делчевим і Андрієм Соколовим), Креон (2001, поділив 1-ше місце), Сотрон (2001, поділив 2-ге місце позаду Андрея Істрецеску), Гент (2001, посів 1-ше місце), Ле-Туке-Парі-Плаж (2002, поділив 2-ге місце позаду Венціслава Інкьова), Генуя (2002, посів 1-ше місце), Ле-Тук (2004, поділив 2-ге місце позаду Олега Корнєєва), Боньї-сюр-Мез (2005, посів 2-ге місце позаду Еммануеля Брікара), Авуан (2006, поділив 1-ше місце) і Мюндольсайм (2006, поділив 1-ше місце).
Найвищий рейтинг Ело в кар'єрі мав станом на 1 липня 2008 року, досягнувши 2562 очок займав тоді 3-тє місце серед бельгійських шахістів.

## Зміни рейтингу
| На цьому місці має відображатися графік чи діаграма, однак з технічних причин його відображення наразі вимкнено. Будь ласка, не видаляйте код, який викликає це повідомлення. Розробники вже працюють для того, щоби відновити штатне функціонування цього графіка або діаграми. | |
| | На цьому місці має відображатися графік чи діаграма, однак з технічних причин його відображення наразі вимкнено. Будь ласка, не видаляйте код, який викликає це повідомлення. Розробники вже працюють для того, щоби відновити штатне функціонування цього графіка або діаграми. |